# Lista OVA z serii Detektyw Conan
Seria Detektyw Conan (jap. 名探偵コナン Meitantei Conan) zapoczątkowała dwie serie OVA i dwa odcinki specjalne od czasu swojego debiutu 8 stycznia 1996 roku na antenie Nippon Television Network System w Japonii. 
Seria OVA magazynu Shōnen Sunday składa się z ukazujących się co roku odcinków dostępnych przez zamówienie pocztowe dla prenumeratorów Shūkan Shōnen Sunday. Zostały one zebrane i wydane przez wydawnictwo Shōgakukan na czterech płytach DVD zatytułowanych Secret Files, na których znalazło się 9 odcinków.
Druga seria OVA zatytułowana Magic File składa się z wydawanych co roku odcinków bezpośrednio na DVD. Pierwsze DVD z tej serii zostało wydane 11 kwietnia 2007 r. i zawierało cztery odcinki anime. Późniejsze wydania z tej serii zawierały oryginalną fabułę luźno związaną z ich odpowiednimi filmami anime Detektyw Conan, począwszy od 12 filmu Detective Conan: Full Score of Fear.

## Odcinki OVA

### Shōnen Sunday Original Animation
| Nr | Tytuł | Premiera |
| --- | --- | -------- |
| 01 | Conan vs Kid vs Yaiba - The Decisive Battle over the Treasured Sword!! Conan tai Kiddo tai Yaiba Hōtō Sōdatsu Daikessen!! (コナンvsキッドvsヤイバ 宝刀争奪大決戦!!)        | 2000     |
| Kaito Kid wysyła wiadomość do rodziny Yaiba ogłaszając, że zamierza ukraść cenny miecz. Kogorō Mōri zostaje wynajęty, aby zapobiec włamaniu. | |          |
| 02 | 16 Suspects!? Jūrokunin no yōgisha!? (16人の容疑者!?) | 2002     |
| Ninzaburo Shiratori zaprosił swoich bliskich przyjaciół do swojej willi, aby świętować ukończenie jej budowy. Główną atrakcją jest cenna kolekcja drogiego wina Shiratoriego. Jednakże w momencie, gdy Shiratori miał poczęstować swoich gości winem, odkrywa, że butelka kosztownym winem została rozbita. | |          |
| 03 | Conan and Heiji and the Vanished Boy Conan to Heiji to Kieta Shōnen (コナンと平次と消えた少年)                                                                             | 2003     |
| 04 | Conan and Kid and the Crystal Mother Conan to Kiddo to Kurisutaru Mazā (コナンとキッドとクリスタル・マザー)                                                                | 2004     |
| 05 | The Target is Kogorō Mōri!! The Detective Boys' Secret Investigation Hyōteki wa Mōri Kogorō!! Shōnen Tanteidan maruhi chōsa (標的は毛利小五郎!!少年探偵団マル秘調査)       | 2005     |
| 06 | Pursuit of the Vanished Diamond! Conan, Heiji vs Kid Kieta Daiya o oe! Konan, Heiji vs Kiddo (消えたダイヤを追え!コナン·平次vsキッド)                                      | 2006     |
| 07 | A Written Challenge from Agasa! Agasa vs Conan & the Detective Boys Agasa kara no chōsenjou! Agasa vs. Conan & Shōnen Tanteidan (阿笠からの挑戦状!阿笠vsコナン&少年探偵団) | 2007     |
| 08 | High School Girl Detective Sonoko Suzuki's Case Files 女子高生探偵 鈴木園子の事件簿 (Joshi kōsein tantei Suzuki Sonoko no jikenbo)                                         | 2008     |
| 09 | Stranger in 10 Years Jūnen go no i hōjin (10年後の異邦人) | 2009     |
| 10 | KID in TRAP ISLAND | 2010     |
| 11 | The Secret Order from London Rondon kara no hi shirei (ロンドンからの秘指令)                                                                                               | 2011     |
| 12 | The Miracle of Excalibur Ekusugariba no kiseki | 2012     |

### Magic File
| Nr | Tytuł | Premiera         |
| --- | --- | ---------------- |
| 01 | Detective Conan Magic File Meitantei Conan Magic File (名探偵コナン Magic File) | 11 kwietnia 2007 |
| Składa się z docinków 132, 133, 134 i 196 anime Detektyw Conan.                                                                                                | |                  |
| 02 | Detective Conan Magic File 2 ~Shinichi Kudō – The Case of the Mysterious Wall and the Black Labrador~ Meitantei Conan Magic File 2 ～Kudō Shinichi Nazo no kabe to kuro rabu jiken～ (名探偵コナンMagic File 2 ～工藤新一 謎の壁と黒ラブ事件～) | 19 kwietnia 2008 |
| Shinichi Kudō – The Case of the Mysterious Wall and the Black Labrador jest historią poboczną filmu Detective Conan: Full Score of Fear                        | |                  |
| 03 | Detective Conan Magic File 3 ~Shinichi and Ran – The Memories from Mahjong pieces and Tanabata~ Meitantei Conan Magic File 3 ～Shinichi to Ran Mājan pai to tanabata no omoide～ (名探偵コナン Magic File 3 ～新一と蘭・麻雀牌と七夕の思い出～) | 18 kwietnia 2009 |
| Akcja Shinichi and Ran – The Memories from Mahjong pieces and Tanabata rozgrywa się na kilka dni przed wydarzeniami z filmu Detective Conan: The Raven Chaser. | |                  |
| 04 | Detective Conan Magic File 4 ~Osaka Okonomiyaki Odyssey~ Meitantei Conan Magic File 4 ～Osaka Okonomiyaki Odessei～ (名探偵コナン Magic File 4 ～大阪お好み焼きオデッセイ～)                                                                    | 17 kwietnia 2010 |
| Po wydarzeniach z filmu Detective Conan: The Lost Ship in the Sky, Conan, Heiji i Kazuha udają się do restauracji Okonomiyaki przed wyjazdem Conana z Osaki.   | |                  |
| 05 | Detective Conan Magic File 2011 ~The Niigata-Tokyo Souvenir Capriccio~ Meitantei Conan Magic File 2011 ～Niigata~Tōkyō Omiyage Kapurichio～ (名探偵コナン Magic File 2011 ～新潟～東京 おみやげ狂騒曲～)                                        | 16 kwietnia 2011 |
| Akcja The Niigata-Tokyo Souvenir Capriccio dzieje się po wydarzeniach z filmu Detective Conan: Quarter of Silence.                                             | |                  |
| 06 | Meitantei Conan Bonus File: Fantasista Flower Meitantei Conan Bonus File: Fantasista no Hana (名探偵コナン BONUS FILE ファンタジスタの花) | 14 kwietnia 2012 |
| Fantasista Flower jest historią poboczną filmu Detective Conan: The Eleventh Striker.                                                                          | |                  |